# Cimetière israélite de Gránátos utca
Le cimetière israélite de Gránátos utca (en hongrois : Gránátos utcai izraelita temető) est un cimetière de Budapest situé dans le 10e arrondissement.